# 常德市人民政府
29°02′15″N 111°42′19″E / 29.037477°N 111.705266°E
常德市人民政府，简称常德市政府，是中华人民共和国湖南省常德市的地方国家行政机关。

## 历史
1949年，中华人民共和国成立后，在今常德市设立常灃专区专员公署，1950年8月29日，常灃专区专员公署更名为常德专区专员公署，在文化大革命期间的1966年3月，常德专区专员公署的權力剝奪，權力由常德專區生產領導小組執行。4月10日，常德專區生產領導小組廢除，權力由常德專區抓革命促生產指揮部替代。1968年2月，常德地区革命委员会成立。之后，常德专区改称常德地区。文化大革命结束后，常德地區革命委員會廢除，建立常德地區行政公署，1988年1月，省辖常德市建立，实行市领导县体制，常德市人民政府随之建立。
当前，常德市第8届人民政府由常德市第8屆人民代表大會第三次全体会议于2022年1月1日選舉產生，現任市長為周振宇。

## 职权
根据《中华人民共和国地方各级人民代表大会和地方各级人民政府组织法》第七十三条，县级以上的地方各级人民政府行使下列职权：
1. 执行本级人民代表大会及其常务委员会的决议，以及上级国家行政机关的决定和命令，规定行政措施，发布决定和命令；
2. 领导所属各工作部门和下级人民政府的工作；
3. 改变或者撤销所属各工作部门的不适当的命令、指示和下级人民政府的不适当的决定、命令；
4. 依照法律的规定任免、培训、考核和奖惩国家行政机关工作人员；
5. 编制和执行国民经济和社会发展规划纲要、计划和预算，管理本行政区域内的经济、教育、科学、文化、卫生、体育、城乡建设等事业和生态环境保护、自然资源、财政、民政、社会保障、公安、民族事务、司法行政、人口与计划生育等行政工作；
6. 保护社会主义的全民所有的财产和劳动群众集体所有的财产，保护公民私人所有的合法财产，维护社会秩序，保障公民的人身权利、民主权利和其他权利；
7. 履行国有资产管理职责；
8. 保护各种经济组织的合法权益；
9. 铸牢中华民族共同体意识，促进各民族广泛交往交流交融，保障少数民族的合法权利和利益，保障少数民族保持或者改革自己的风俗习惯的自由，帮助本行政区域内的民族自治地方依照宪法和法律实行区域自治，帮助各少数民族发展政治、经济和文化的建设事业；
10. 保障宪法和法律赋予妇女的男女平等、同工同酬和婚姻自由等各项权利；
11. 办理上级国家行政机关交办的其他事项。

## 历任市长
| 姓名   | 就任日期   | 卸任日期   | 备注  |
| ------ | ---------- | ---------- | ----- |
| 杨汇泉 | 1980年10月 | 1983年1月  |       |
| 汪啸风 | 1983年1月  | 1986年4月  |       |
| 程林义 | 1986年5月  | 1989年7月  |       |
| 蔡长松 | 1989年7月  | 1992年12月 |       |
| 吴定宪 | 1993年1月  | 1995年1月  |       |
| 张昌平 | 1995年3月  | 1998年1月  |       |
| 程海波 | 1998年2月  | 2001年3月  |       |
| 陈君文 | 2001年4月  | 2007年3月  |       |
| 卿渐伟 | 2007年5月  | 2008年12月 |       |
| 陈文浩 | 2008年12月 | 2013年4月  | [ 4 ] |
| 周德睿 | 2013年4月  | 2017年9月  |       |
| 曹立军 | 2017年9月  | 2020年7月  | [ 5 ] |
| 邹文辉 | 2020年7月  | 2021年11月 | [ 6 ] |
| 周振宇 | 2021年11月 |            | [ 7 ] |